# VM i orientering 2015
VM i orientering 2015 var den 32. udgave af verdensmesterskabet i orientering. Det blev afviklet i perioden 1.–7. august 2015 i det skotske by Inverness, Storbritannien.
Mesterskaberne blev det bedste nogensinde for dansk orienteringsløb, idet løberne vandt fire guldmedaljer.

## Medaljetagere

### Herrer

#### Sprint
2. august: 4,1 km, 23 poster
1. Jonas Leandersson,  Sverige 13.12,1
2. Martin Hubmann,  Schweiz 13.14,0
3. Jerker Lysell,  Sverige 13.16,6

#### Mellemdistance
4. august: 6,2 km, 25 poster
1. Daniel Hubmann,  Schweiz 34.23
2. Lucas Basset,  Frankrig 34.26
3. Olle Bostroöm,  Sverige 34.36

#### Langdistance
7. august: 15,4 km, 660 m
1. Thierry Gueorgiou,  Frankrig 1.39.46
2. Daniel Hubmann,  Schweiz 1.40.11
3. Olav Lundanes,  Norge 1.40.43

#### Stafet
5. august
1. Schweiz (Fabian Hertner, Daniel Hubmann, Matthias Kyburz) 1.41.40
2. Norge (Øystein Kvaal Østerbø, Carl Godager Kaas, Magne Dæhli) 1.43.30
3. Frankrig (Vincent Coupat, Lucas Basset, Frédéric Tranchand) 1.43.52

### Damer

#### Sprint
2. august: 3,8 km, 21 poster
1. Maja Alm,  Danmark 13.32,5
2. Nadja Volynska,  Ukraine 14.12,3
3. Galina Vinogradova,  Rusland 14.24,5

#### Mellemdistance
4. august: 5,3 km, 21 poster
1. Annika Billstam,  Sverige 35.46
2. Merja Rantanen,  Finland 36.36
3. Emma Johansson,  Sverige 37.04

#### Langdistance
7. august: 9,725 km, 440 m
1. Ida Bobach,  Danmark 1.25.35
2. Mari Fasting,  Norge 1.28.19
3. Svetlana Mironova,  Rusland 1.28.39

#### Stafet
5. august
1. Danmark (Maja Alm, Ida Bobach,Emma Klingenberg) 1.49.06
2. Norge (Heidi Bagstevold, Mari Fasting, Anne Margrethe Hausken Nordberg) 1.52.08
3. Sverige (Helena Jansdon, Annika Billstam, Emma Johansson) 1.52.17

### Blandet

#### Sprintstafet
1. august
1. Danmark (Emma Klingenberg, Tue Lassen, Søren Bobach, Maja Alm) 1.00.54
2. Norge (Elise Egseth, Håkon Jarvis Westergård, Øystein Kvaal Østerbø, Anne Margrethe Hausken Nordberg) 1.02.15
3. Rusland (Tatjana Rjabkina, Gleb Tikhonov, Andrej Khramov, Galina Vinogradova) 1.02.20

## Statistik
Fuld medalje oversigt:
| Nr. | Land     | Guld | Sølv | Bronze | Totalt |
| 1.  | Danmark  | 4    | 0    | 0      | 4      |
| 2.  | Schweiz  | 3    | 1    | 0      | 4      |
| 3.  | Sverige  | 1    | 1    | 3      | 5      |
| 4.  | Frankrig | 1    | 1    | 1      | 3      |
| 5.  | Norge    | 0    | 4    | 1      | 5      |
| 6.  | Finland  | 0    | 1    | 1      | 2      |
| 7.  | Ukraine  | 0    | 1    | 0      | 1      |
| 8.  | Rusland  | 0    | 0    | 2      | 2      |